# لاپسکی
لاپسکی (به ترکی استانبولی: Lapseki) شهری است در کشور ترکیه که در استان چاناق‌قلعه واقع شده‌است. جمعیت این شهر بر اساس سرشماری سال ۲۰۰۸ میلادی ۱۰٬۷۲۷ نفر و بر اساس برآوردهای سال ۲۰۰۹ میلادی ۱۰٬۸۴۲ نفر می‌باشد.